# 521 هـ
521 هـ هي سنة في التقويم الهجري امتدت مقابلةً في التقويم الميلادي بين سنتي 1127 و1128.

## وفيات
- ابن السيد البطليوسي
- محمد بن عبد الملك الهمذاني